# Ozorowice

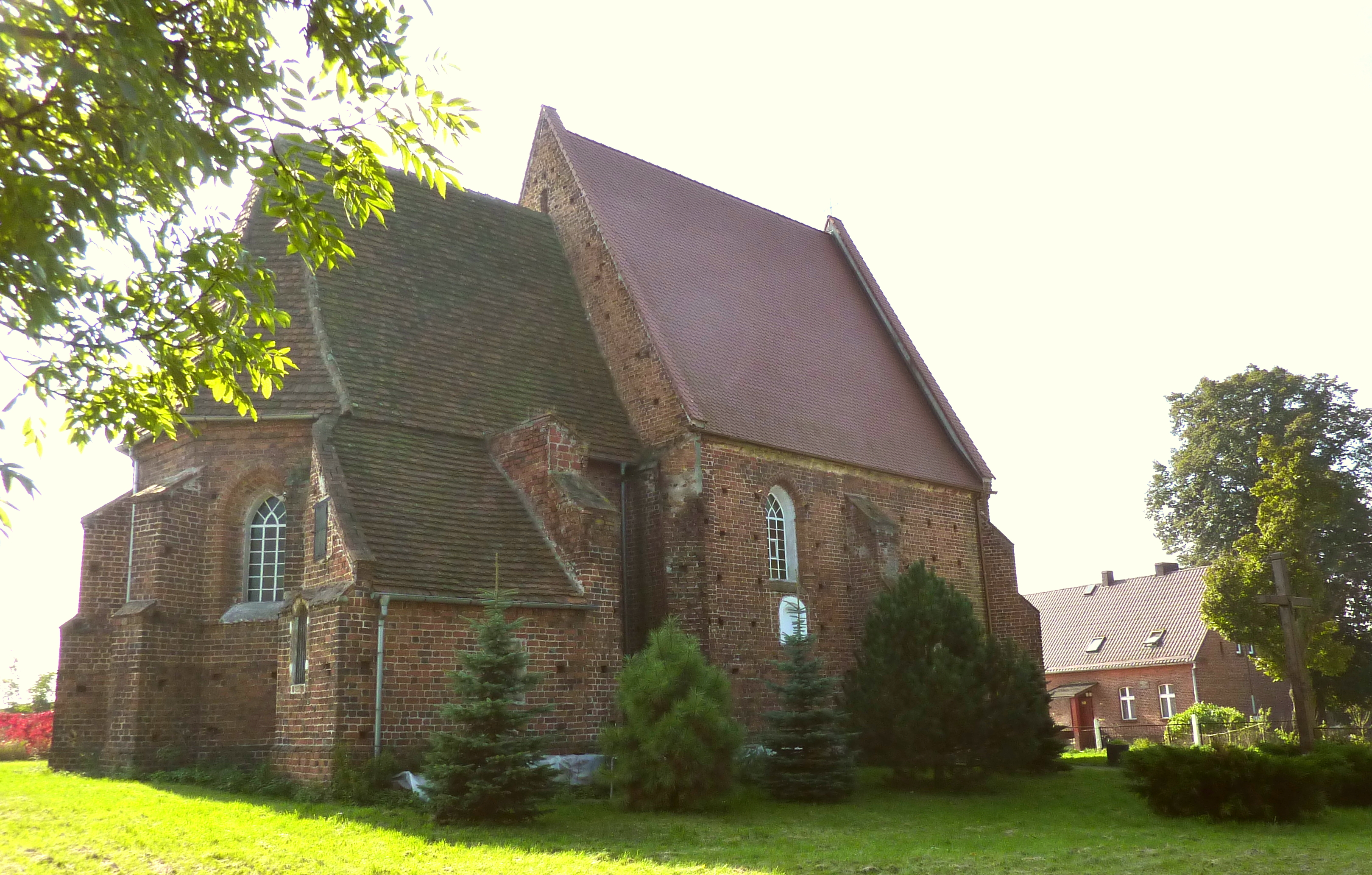
Kościół św. Jana Chrzciciela

Ozorowice (niem. Sponsberg) – wieś w Polsce w województwie dolnośląskim, w powiecie trzebnickim, w gminie Wisznia Mała. Na północ od miejscowości rozciągają się Wilczyńskie Lasy.

## Historia
Pierwsza wzmianka o wsi Ozorowice pochodzi z roku 1203 z dokumentu księcia Wrocławskiego Henryka I potwierdzającego dobra klasztoru w Trzebnicy. Osada była nieduża, w roku 1300 liczyła zaledwie 36 mieszkańców. W następnych wiekach wieś zmieniała wielokrotnie właściciela. W roku 1316 Henryk VI potwierdził sprzedaż wsi Sponsbrücke Hermanowi von Borsnits. Nadanie to potwierdzono w 1416 r. W 1476 r. wieś nabył pochodzący z Legnicy wrocławski kupiec i przedsiębiorca Thomas von Prockendorff.. 
W roku 1945 wieś włączono do Polski. Jej dotychczasowi mieszkańcy zostali wysiedleni do Niemiec.

## Podział administracyjny
W latach 1975–1998 miejscowość administracyjnie należała do województwa wrocławskiego.

## Historyczne nazwy wsi
Ozorouichi (1203 r.), Ozorovici (lata: 1216, 1235), Sponsbrücke (od XIV w.), Sponsberg (od XVII w. do 1945 r.), Sponsów (w 1945 r.), Ozorowice (po 1945 r.).

## Zabytki
Do wojewódzkiego rejestru zabytków wpisane są:
- kościół pw. św. Jana Chrzciciela, gotycki i murowany z XV w.[6] W 1353 roku potwierdzone zostało istnienie kościoła w Ozorowicach. Natomiast w dokumencie kardynała Johanna z 14 stycznia 1376 r. wymieniony jest już kościół parafialny. Według inskrypcji zachowanej na dzwonie z 1548 r. świątynia przeszła wówczas odnowienie i powiększenie. Fundatorem był Augustinus Kromeier, nowy właściciel Ozorowic. Ozorowice pozostały w rękach Kromayerów do połowy XVII w. Przebudowany w 1722 r. W roku 1802 proboszczem w Szewcach był Johann Magner, który obsługiwał również kościół w Ozorowicach. Podczas II wojny światowej kościół nie ucierpiał, a po jej zakończeniu został przejęty przez osadzonych tu polskich katolików.
- zespół dworski-pałacowy:
  - dwór – pałac w ruinie; murowany, piętrowy klasycystyczny, dwa boczne skrzydła wysunięte do przodu, w centralnej części portyk z czterema kolumnami jońskimi potrzymującymi trójkątny fronton. Pałac kryty dachem mansardowym czterospadowym z lukarnami. Obiekt  pochodzący ze schyłku XVIII w., następnie przebudowanego w pierwszej połowie XX w. znajduje się centrum wsi. Pałac został wpisany do rejestru zabytków pod nr 1206 decyzją z dnia 15 grudnia 1964 r. Zaniedbany po nacjonalizacji w 1945 r., pałac został doprowadzony do ruiny po pożarze w 1987 r.
- park, z przełomu XIX/XX w. obok ruiny

inne zabytki:
- obora z 1890 r.